# Arommusseron
Arommusseron (Lepista densifolia) är en svamp som först beskrevs 1948 av Jules Favre, och fick sitt nu gällande vetenskapliga namn av Rolf Singer och Heinz Clémençon 1973. Arten ingår i släktet Lepista och familjen Tricholomataceae.  Svampen förekommer i Sverige. Inga underarter finns listade i Catalogue of Life.